# Wspólnota administracyjna Eppingen
Wspólnota administracyjna Eppingen – wspólnota administracyjna (niem. Vereinbarte Verwaltungsgemeinschaft) w Niemczech, w kraju związkowym Badenia-Wirtembergia, w rejencji Stuttgart, w regionie Heilbronn-Franken, w powiecie Heilbronn. Siedziba wspólnoty znajduje się w mieście Eppingen, przewodniczącym jej jest Klaus Holaschke.
Wspólnota administracyjna zrzesza jedno miasto i dwie gminy wiesjkie:
- Eppingen, miasto, 21 388 mieszkańców, 88,59 km²
- Gemmingen, 4 913 mieszkańców, 19,08 km²
- Ittlingen, 2 414 mieszkańców, 14,11 km²